# Epitassia da fasci molecolari

Schema di un sistema MBE.

L'epitassia da fasci molecolari (MBE, dall'inglese Molecular Beam Epitaxy) è una tecnica epitassiale che permette la crescita di sottili strati di materiali cristallini. MBE è largamente utilizzata nella fabbricazione di dispositivi a semiconduttore, tra cui i transistor, ed è considerata uno strumento fondamentale nello sviluppo delle nanotecnologie. MBE è utilizzata per fabbricare diodi e MOSFET che funzionano alle frequenze delle microonde, e nella fabbricazione dei laser usati per la lettura di dischi ottici (come CD e DVD).

## Storia
L'idea originale del processo MBE risale al 1958 ad opera di Günther I film depositati non erano epitassiali, ma depositati su un supporto di vetro. I primi veri film epitassiali furono ottenuti dieci anni più tardi in seguito allo sviluppo della tecnologia del vuoto. Davey e Pankey riuscirono a far crescere un film epitassiale di GaAs su un monocristallo di GaAs, utilizzando il metodo di Günther. Verso la fine degli anni 1960, un importante miglioramento della tecnologia è stato apportato dagli studi di John R. Arthur sulla cinetica dei meccanismi di crescita e dalle osservazioni in situ di Alfred Y. Cho mediante la tecnica RHEED (che sfrutta la riflessione di un fascio di elettroni incidente a piccoli angoli in modo da caratterizzare la superficie).

## Descrizione
La MBE viene effettuata in alto vuoto o in ultra alto vuoto (10−6–10−10 
Pa). L'aspetto più importante della MBE è la velocità di deposizione (tipicamente meno di 3000 nm
all'ora) che permette al film di crescere in maniera epitassiale. Di conseguenza, per evitare che i gas residui contaminino il film da crescere, il vuoto deve essere mantenuto a livelli elevati, per cui il vuoto elevato è un prerequisito essenziale per avere film non contaminati dai gas residui.
Gli elementi e i composti da usare per la crescita del cristallo sono contenuti all'interno di camere ermetiche che si affacciano al reattore attraverso otturatori. Dalla densità del flusso dipende la composizione del cristallo risultante.
Nelle MBE con sorgenti solide per elementi come il gallio e l'arsenico si usano celle di Knudsen (elementi riscaldati controllati in temperatura) o cannoni elettronici tali sorgenti permettono di controllare con precisione il processo di sublimazione. Gli elementi in forma gassosa condensano sul wafer dove possono reagire tra di loro.
Nell'esempio del gallio e dell'arsenico viene formato un cristallo singolo di arseniuro di gallio.
Quando vengono evaporati elementi quali l'oro o il rame, essi arrivando in forma gassosa urtando sulla superficie del substrato possono essere adsorbiti (dopo una finestra temporale in cui gli atomi urtanti saltellano sulla superficie) o riflessi.
Atomi sulla superficie possono anche essere desorbiti (il contrario dell'adsorbimento). Il controllo della temperatura della sorgente
determina la velocità con cui il materiale urta la superficie del substrato e la temperatura del substrato influenza la mobilità durante l'adsorbimento o il fenomeno di desorbimento. A causa del vuoto molto spinto il cammino libero medio degli atomi è molti ordini grandezza maggiore delle dimensioni della camera da vuoto e di conseguenza non interagiscono tra di loro e quindi si comportano come un fascio (beam in inglese da cui il nome della tecnica).
La tecnica di diffrazione di elettroni ad alta energia (RHEED) è spesso usata per controllare la crescita degli strati cristallini.
Di solito degli otturatori di fronte ad ogni sorgente, controllati da un opportuno software, permettono di controllare precisamente lo spessore di ogni singolo strato a livello atomico. Strutture di materiali differenti anche molto complesse possono essere fabbricate con questa tecnica. Tale controllo sulla crescita permette di sviluppare strutture in cui gli elettroni sono confinati nello spazio ad esempio necessari per i quantum wells o i quantum dots. Un controllo degli strati così preciso è necessario per la fabbricazione di molti dispositivi a semiconduttore come i laser a cascata quantica.
Una importante caratteristica della tecnica è che opera in condizioni di non-equilibrio termodinamico, cosa che permette la crescita di leghe di materiali non miscibili in fase liquida o gassosa, allargando quindi le possibilità di costruire materiali artificiali. 
Da un punto di vista termodinamico, la crescita del film sottile sul substrato viene regolata dal bilancio energetico tra energia superficiale e tensione superficiale, se ad esempio considero una goccia di liquido su un substrato solido in equilibrio con il suo vapore allora per descrivere la crescita devo considerare anche l'angolo di contatto.
Vi sono sistemi in cui i substrati sono raffreddati alla temperatura dell'azoto liquido circa -196 °C (77 K). In questo caso, poiché la superfici fredde sono delle trappole per i gas residui nel sistema da vuoto, in genere è necessario avere livelli di vuoto di molti ordini di grandezza maggiori rispetto a sistemi a temperatura ambiente. Vi sono anche sistemi in cui i substrati sono scaldati a varie centinaia di gradi centigradi, in questo il supporto deve garantire il necessario isolamento termico.
La MBE è usata anche per la deposizione di semiconduttori organici. In questo caso, molecole, invece che atomi, sono evaporate e depositate sul substrato. Esistono MBE con celle ermetiche gassose, in questo caso la tecnica rassomiglia alla Deposizione chimica da vapore.
Sistemi MBE sono modificati in base alle sorgenti. Anche l'ossigeno è utilizzato per depositare ossidi per applicazioni speciali
in elettronica, magnetismo e ottica come anche nella ricerca di base.

## Nanostrutture quantistiche
Una dei traguardi più importanti ottenuti mediante la epitassia a fasci molecolari sono le nanostrutture che permettono la formazione di superfici piatte a livello atomico e con una netta interfaccia tra materiali diversi. Tali strutture hanno avuto una grande importanza nella comprensione della fisica e dell'elettronica. Più recentemente la fabbricazione di nanofili e strutture quantistiche integrate su chip ha permesso la comunicazione quantistica. Laser a nanofilo integrati monoliticamente su Silicio
sono fabbricati mediante MBE e tali strutture permettono di manipolare segnali a livello dei picosecondi.

## Instabilità di Asaro–Tiller–Grinfeld
La instabilità di Asaro–Tiller–Grinfeld è una instabilità elastica che si trova spesso durante la epitassia a fasci molecolari. Se vi è una mancata corrispondenza tra il reticolo del film da crescere e il materiale del substrato, dell'energia elastica viene accumulato su film cresciuto. Ad una altezza critica, l'energia libera del film può diminuire se il film si spezza in isole, dove la tensione viene rilassata lateralmente. La altezza critica dipende dal modulo di Young, la differenza tra i reticoli cristallini e la tensione superficiale.
Sono studiate alcune applicazioni di questa instabilità, come quantum dots auto-assemblati.